# Xã Huntsville, Quận Schuyler, Illinois
Xã Huntsville (tiếng Anh: Huntsville Township) là một xã thuộc quận Schuyler, tiểu bang Illinois, Hoa Kỳ. Năm 2010, dân số của xã này là 150 người.